# Charl du Toit
Charl du Toit (Pretoria, 26 marzo 1993) è un atleta paralimpico sudafricano, specializzato nella velocità.
Nel proprio palmarès vanta due titoli paralimpici e due titoli mondiali. È anche detentore del record mondiale nei 100 metri piani categoria T37, con un tempo di 11"42, stabilito nel 2016.

## Biografia
A seguito di alcune complicazioni alla nascita, da neonato gli viene diagnosticata una forma di paralisi cerebrale infantile.
Cresciuto in una famiglia di sportivi, inizia a praticare l'atletica leggera a partire dal 2010, durante gli anni alla scuola media. Successivamente si trasferisce a Stellenbosch per frequentare l'omonima università.
Compie il suo debutto per la nazionale paralimpica sudafricana nel 2012, prendendo parte ai Giochi paralimpici di Londra. Qui disputa la gara dei 100 metri piani, fermandosi alle batterie, e quella degli 800 metri, dove termina sesto con un tempo di 2'06"67.
Nell'ottobre 2015 vola a Doha in occasione dei mondiali paralimpici. Il 22 ottobre si qualifica alla finale dei 200 metri piani, dove arriva quarto con un nuovo personale di 23"20. Il 30 ottobre, alle batterie dei 100 metri, stabilisce un altro primato personale fermando il cronometro a 11"67 (vento -1,2 m/s); tuttavia in finale deluderà, giungendo solamente quinto in 11"73, in una gara vinta dal russo Andrej Vdovin in 11"46 (nuovo record mondiale). Ha comunque modo di rifarsi nei 400 m piani dove conquista una medaglia d'argento con un tempo di 51"74
Si afferma definitivamente a livello internazionale nel 2016, conquistando l'oro nei 100 e 400 metri piani T37 alle Paralimpiadi di Rio de Janeiro e realizzando un nuovo record mondiale (11"42 alle batterie dei 100).
Più tardi partecipa ai mondiali paralimpici di Londra 2017. Arriva puntuale alla finale dei 100 m, venendo poi battuto per sette centesimi di secondo dal brasiliano Mateus Evangelista Cardoso che vince in 11"48. Il ventiquattrenne si riscatta dominando le categorie dei 200 e 400 metri piani, rispettivamente con tempi di 23"27 e 51"00 (miglior personale e nuovo primato africano).

## Palmarès
| Anno | Manifestazione          | Sede           | Evento          | Risultato | Prestazione | Note                                                         |
| ---- | ----------------------- | -------------- | --------------- | --------- | ----------- | ------------------------------------------------------------ |
| 2012 | Giochi paralimpici      | Londra         | 100 m piani T37 | Batteria  | 12"11       |                                                              |
| 2012 | Giochi paralimpici      | Londra         | 800 m piani T37 | 6º        | 2'06"67     |                                                              |
| 2013 | Mondiali paralimpici    | Lione          | 400 m piani T37 | Bronzo    | 52"74       | Miglior prestazione personale stagionale                     |
| 2013 | Mondiali paralimpici    | Lione          | 800 m piani T37 | Bronzo    | 2'03"89     | Miglior prestazione personale                                |
| 2013 | Mondiali paralimpici    | Lione          | 4×100 m T35-38  | Argento   | 45"76       | Record africano                                              |
| 2014 | Giochi del Commonwealth | Glasgow        | 100 m piani T37 | Argento   | 11"89       |                                                              |
| 2015 | Mondiali paralimpici    | Doha           | 100 m piani T37 | 5º        | 11"73       |                                                              |
| 2015 | Mondiali paralimpici    | Doha           | 200 m piani T37 | 4º        | 23"20       | Miglior prestazione personale                                |
| 2015 | Mondiali paralimpici    | Doha           | 400 m piani T37 | Argento   | 51"74       |                                                              |
| 2016 | Giochi paralimpici      | Rio de Janeiro | 100 m piani T37 | Oro       | 11"45       |                                                              |
| 2016 | Giochi paralimpici      | Rio de Janeiro | 400 m piani T37 | Oro       | 51"13       | Miglior prestazione personale stagionale                     |
| 2017 | Mondiali paralimpici    | Londra         | 100 m piani T37 | Argento   | 11"55       |                                                              |
| 2017 | Mondiali paralimpici    | Londra         | 200 m piani T37 | Oro       | 23"27       | Miglior prestazione personale stagionale                     |
| 2017 | Mondiali paralimpici    | Londra         | 400 m piani T37 | Oro       | 51"00       | Miglior prestazione personale · Record africano              |
| 2022 | Giochi del Commonwealth | Birmingham     | 100 m piani T37 | Argento   | 11"54       | Record dei Giochi · Miglior prestazione personale stagionale |